# دهستان کسلیان
دهستان کسلیان، یا درست‌تر آن کیسلیان دهستانی است از توابع بخش مرکزی شهرستان سوادکوه در استان مازندران.
جمعیت این دهستان بر اساس سرشماری سال ۱۳۸۵ در حدود (۹۲۷ خانوار) ۳۸۷۲ نفر است.
این دهستان از لحاظ تقسیمات کشوری وابسته به شهر زیراب است اما از نظر تاریخی قدمت بیشتری از زیراب دارد.
در تاریخ ابن اسفندیار بارها نام کسلیان و قلعه‌های آن آورده شده‌است. حتی وجه تسمیه این دهستان در این کتاب «کیه سلیان» به معنی خانه یا پناهگاه سلیان دانسته شده‌است.
این دهستان روستاهای متعددی را شامل می‌شود: سه روستای بهمنان، ولوکش، امیرکلا در این سوی رودخانه کسلیان و روستاهای کچید، پاشاکلا، لولاک، مته‌کلا، سنگ نیشت، سی پی، پیرنعیم و اتو در آن سوی رودخانه قرار گرفته‌اند. روستاهای ولیلا، سوخته سرا، لولاک، ززول، لاجیم نیز با فاصله دورتری از این روستاها در عمق جنگل‌های کسلیان قرار گرفته‌اند.
لاجیم را باید مرز جغرافیایی سوادکوه و دودانگه دانست. اما از نظر فرهنگی و اجتماعی مرز مشخصی بین کسلیان و دودانگه وجود ندارد و در گذشته ارتباطات گسترده‌ای بین مردم این روستاها و کسلیان وجود داشت.
بیشتر جمعیت دهستان کسلیان امروزه به زیراب کوچ کرده‌اند. به جرأت می‌توان گفت مردم کسلیان در شکل‌گیری شهر زیراب مهم‌ترین نقش را ایفا کرده‌اند. از این رو امروزه نیز در حیات مدنی و اجتماعی این شهر نقش مهمی را ایفا می‌کنند.